# Heteropterys laurentii
Heteropterys laurentii är en tvåhjärtbladig växtart som beskrevs av Eduard August von Regel. Heteropterys laurentii ingår i släktet Heteropterys och familjen Malpighiaceae. Inga underarter finns listade i Catalogue of Life.